# سلفی (فیلم)
سلفی (به انگلیسی: Selfiee) فیلمی هندی محصول سال ۲۰۲۳ و به کارگردانی راج محتا است. در این فیلم بازیگرانی همچون [[آکشی کومار، عمران هاشمی، دیانا پنتی، نصرت باروچا، ماهش تاکور، آدا شارما، مرونال تاکور و ژاکلین فرناندز]] ایفای نقش کرده‌اند.